# 小山刚
小山刚（1960年4月18日 - ）日本的法学家。研究方向为宪法。慶應義塾大學法学部教授。

## 生涯
- 1984年3月 - 庆应义塾大学法学部毕业
- 1986年3月 - 庆应义塾大学法学研究科硕士修了
- 1987年～1989年 -留学德国科隆大学 导师为Klaus Stern
- 1990年3月 - 庆应义塾大学法学研究科博士课程 获得所需单位 退学
- 1990年10月 - 爱之县立女子短期大学讲师
- 1993年4月 - 名城大学法学部讲师
- 1994年4月 - 名城大学法学部副教授
- 2001年6月 - （到2001年7月）弗莱堡大学的客座教授
- 2002年4月 - 庆应义塾大学法学部副教授
- 2004年4月 - 庆应义塾大学法学部教授
- 2005年12月 - 获得博士学位（法学）（庆应义塾大学）（论文“基本权的内容形成 - 通过立法实现法律价值”）

## 学说
- 主攻宪法，特别是基本人权，取得多项研究成果。 熟知德国宪法。
- 以对 基本权利和国家的保护义务，宪法第三者效力，宪法权利的（内容形成）具体化的研究为知名。此外，发表了多篇关于隐私权和安全问题的论文。
- 第一部著作“基本权保护的法理”，赢得了田上穰治奖。

## 作品
- “基本权保护的法理”（成文堂，1998）
- “基本权的内容形成 - 以立法实现宪法价值”（尚学社，2004）
- “宪法上权利的”“作法”（2009年尚学社，第一版，新版2011）[2013※韩语版]
- “倾听宪法学说”（合编，日本评论社，2004）
- “演习过程 宪法”（2004年合编，信山社，第一版，第四版2011）
- “论点探究 宪法”（合编，弘文堂，2005）
- “市民生活的自由和安全”（合编，成文堂，2006）
- “论点 日本国宪法”（合编，东京法令出版，2010）

## 网络链接
- 庆应义塾大学法学部教授小山刚介绍
- 小山刚主页 （页面存档备份，存于）